# Max Grün
Max Grün (Karlstadt, 5 aprile 1987) è un calciatore tedesco, portiere del Vikt. Aschaffenburg.

## Carriera
Dopo 64 presenze nella seconda serie tedesca, nella stagione 2012-2013 gioca per la prima volta in Bundesliga.

## Statistiche

### Presenze e reti nei club
Statistiche aggiornate all'8 aprile 2016.
| Stagione                | Squadra                 | Campionato              | Campionato | Campionato | Coppe nazionali | Coppe nazionali | Coppe nazionali | Coppe continentali | Coppe continentali | Coppe continentali | Altre coppe | Altre coppe | Altre coppe | Totale | Totale |
| Stagione                | Squadra                 | Comp                    | Pres       | Reti       | Comp            | Pres            | Reti            | Comp               | Pres               | Reti               | Comp        | Pres        | Reti        | Pres   | Reti   |
| ----------------------- | ----------------------- | ----------------------- | ---------- | ---------- | --------------- | --------------- | --------------- | ------------------ | ------------------ | ------------------ | ----------- | ----------- | ----------- | ------ | ------ |
| 2006-2007               | Bayern Monaco II        | 3L                      | 1          | -2         | -               | -               | -               | -                  | -                  | -                  | -           | -           | -           | 1      | -2     |
| 2007-2008               | Bayern Monaco II        | 3L                      | 1          | -1         | -               | -               | -               | -                  | -                  | -                  | -           | -           | -           | 1      | -1     |
| 2008-2009               | Bayern Monaco II        | 3L                      | 3          | 0          | -               | -               | -               | -                  | -                  | -                  | -           | -           | -           | 3      | 0      |
| Totale Bayern Monaco II | Totale Bayern Monaco II | Totale Bayern Monaco II | 5          | -3         |                 |                 |                 |                    |                    |                    |             |             |             | 5      | -3     |
| 2009-2010               | Greuther Fürth          | 2L                      | 13         | -15        | -               | -               | -               | -                  | -                  | -                  | -           | -           | -           | 13     | -15    |
| 2010-2011               | Greuther Fürth          | 2L                      | 17         | -14        | CG              | 2               | -5              | -                  | -                  | -                  | -           | -           | -           | 19     | -19    |
| 2011-2012               | Greuther Fürth          | 2L                      | 34         | -26        | CG              | 5               | 0               | -                  | -                  | -                  | -           | -           | -           | 39     | -26    |
| 2012-2013               | Greuther Fürth          | BL                      | 17         | -33        | CG              | 1               | -2              | -                  | -                  | -                  | -           | -           | -           | 18     | -35    |
| Totale Greuther Fürth   | Totale Greuther Fürth   | Totale Greuther Fürth   | 81         | -88        |                 | 8               | -7              |                    | -                  | -                  |             |             |             | 89     | -95    |
| 2013-2014               | Wolfsburg               | BL                      | 6          | -7         | CG              | 1               | -2              | -                  | -                  | -                  | -           | -           | -           | 7      | -9     |
| 2014-2015               | Wolfsburg               | BL                      | 3          | -6         | CG              | 1               | 0               | -                  | -                  | -                  | -           | -           | -           | 4      | -6     |
| 2015-2016               | Wolfsburg               | BL                      | -          | -          | -               | -               | -               | -                  | -                  | -                  | -           | -           | -           | -      | -      |
| Totale Wolfsburg        | Totale Wolfsburg        | Totale Wolfsburg        | 9          | -13        |                 | 2               | -2              |                    |                    |                    |             |             |             | 11     | -15    |
| Totale carriera         | Totale carriera         | Totale carriera         | 95         | -104       |                 | 10              | -9              |                    |                    |                    |             |             |             | 105    | -113   |

## Palmarès

### Club

#### Competizioni nazionali
- Coppa di Germania: 1

Wolfsburg: 2014-2015
- Supercoppa di Germania: 1

Wolfsburg: 2015